# بلنوس متوسطي
بُلْنُوس متوسطي (الاسم العلمي: Blanus mettetali) (بالإنجليزية: Mediterranean worm lizard)‏ هو نوع من الزواحف يتبع جنس البُلْنُوس من الفصيلة البلنوسية.